# Der Mönch von Mokka
Der Mönch von Mokka (Originaltitel: The Monk of Mokha) ist ein Roman von Dave Eggers aus dem Jahr 2018. Er beschreibt die Versuche eines in San Francisco lebenden Sohns jemenitischer Einwanderer, den Kaffee seiner Heimat als Spezialitätenkaffee in den USA zu vermarkten. Das Buch erschien 2018 in deutscher Übersetzung von Ulrike Wasel und Klaus Timmermann.

## Inhalt
Mokhtar Alkhanshali wächst als Sohn jemenitischer Einwanderer in Tenderloin, einem der gefährlichsten Stadtviertel von San Francisco,  auf  und sucht nach Abbruch seines College-Studiums einen sinnvollen Job. Nach einigen unbefriedigenden Versuchen kommt er auf die Idee, Kaffeebohnen aus seiner Heimat in die USA zu exportieren. Schrittweise arbeitet er sich in das Thema ein, spricht mit Experten und arbeitet bei Firmen, die Spezialitätenkaffee verarbeiten. Schließlich fliegt er in den Jemen und knüpft auch dort Kontakte, sowohl mit Kaffeehändlern als auch mit Bauern. Er fährt im Land umher und besucht abgelegene Dörfer. Zurück in den USA entwirft er einen Geschäftsplan, versucht Investoren zu überzeugen und feilt mit Partnern an dem weiteren Vorgehen. Schließlich fliegt er erneut in den Jemen, der in eine Staatskrise gerät. Die Huthi-Rebellen rücken von Norden vor, und Mokhtar fährt mit einem Lastwagen durch das Land nach Aden, um mit einem Koffer voller Kaffeebohnen außer Landes zu kommen.

## Hintergrund
Der Roman beruht auf der wirklichen Geschichte von Mokhtar Alkhanshali. Eggers hat Mokhtar intensiv interviewt, war an Originalschauplätzen und hat weitere, aufwändige Recherchen durchgeführt. Im Prolog schreibt Eggers: „Es handelt sich hier nicht um einen Roman, sondern um die Darstellung von Ereignissen, wie sie von Mokhtar Alkanshali wahrgenommen und erlebt wurden“.

## Form
Der Roman mit 379 Seiten ist in einen Prolog, 5 Büchern mit 42, teils sehr kurzen Kapiteln, und einem Epilog gegliedert.
Prolog und Epilog klären den Bezug zur Wirklichkeit.
Zu Beginn des Buches steht ein Zitat von Saul Bellow aus dem Roman Herzog und eine Karte mit dem Jemen und Dschibuti.
Am Ende folgen eine Danksagung, Angaben zum Autor und die Hinweise auf die Mokha Foundation sowie auf das Schreib- und Förderzentrum 826 Valencia im Tenderloin.

## Rezeption
Elisa von Hof bezeichnet den Roman auf Spiegel Online als „...ein Mix aus Porträt, Sachbuch und Kampfschrift für humanistischen Unternehmergeist.“
Mokhtar „....hat keine Perspektive, bloß Schulden. Je mehr er jedoch über die Heimat seiner Eltern und Großeltern erfährt und über die jemenitische Kaffeekultur, die in Vergessenheit geriet, desto mehr elektrisiert sie ihn. Genau das macht die Geschichte so lesenswert.“
Parul Sehgal beschreibt den Roman in der New York Times als Teil einer Welle von Geschichten über den „guten Muslim, witzig und knuddelig – fast aggressiv unbedrohlich – und vor allem, niemals fromm.“ In der Geschichte ginge es hauptsächlich um den amerikanischen Traum, der immer noch lebendig, aber sehr bedroht sei.

## Ausgaben
- Dave Eggers: Der Mönch von Mokka: Roman. Kiepenheuer&Witsch, Köln 2018, ISBN 978-3-462-04878-0 (379 S., amerikanisches Englisch: The Monk of Mokha. New York 2018. Übersetzt von Ulrike Wasel und Klaus Timmermann).